# Cheeranahalli, Mandya
Cheeranahalli là một làng thuộc tehsil Mandya, huyện Mandya, bang Karnataka, Ấn Độ.